# Нью-Брансуик (Нью-Джерси)
Нью-Бра́нсуик (англ. New Brunswick) — город в округе Мидлсекс, Нью-Джерси, США.
Город расположен на ж/д линии Northeast Corridor (англ.), обслуживающей Северо-восточный мегаполис, в 43 км юго-западнее Манхэттена на южном берегу реки Раритан.
Население по данным Бюро переписи США на 2010 год — 55 181 человек. Входит в состав Нью-Йорк—Северный Нью-Джерси—Лонг-Айленд метрополитенского статистического ареала.
Основан как тауншип 30 декабря 1730 года королевской хартией, получил статус города 1 сентября 1784 года  законодательным актом штата Нью-Джерси.
Нью-Брансуик известен национальным разнообразием. В одно время четверть населения города составляли венгры и в 1930-х годах их численность достигла трети. Сейчас венгерская община продолжает развиваться, наряду с латиноамериканской.